# Fernando Giudicelli
Fernando Rubens Pasi Giudicelli, conhecido como Fernando Giudicelli, (Rio de Janeiro, 1 de março de 1906 — Rio de Janeiro, 28 de dezembro de 1968), foi um futebolista brasileiro que atuava como meio-campista.

## Carreira
No inicio da sua carreira o talentoso meia de origem italiana defendeu em 1924-1926 o America-RJ. Era conhecido por jogar usando um boné de marinheiro.
Em 1927, Fernando se transferiu para o Fluminense, ficando até junho de 1931. No Fluminense, Fernando disputou 94 partidas, com 51 vitórias, 16 empates e 27 derrotas, com 5 gols marcados e 59,93% de aproveitamento, saindo do Tricolor para jogar na Itália.
Na Copa do Mundo de 1930 estreia na Seleção Brasileira, jogando as duas partidas, derrota contra a Iugoslávia por 1 a 2 e vitória sobre a Bolívia por 4 a 0. Em agosto do mesmo ano jogou um vez mais pela Seleção Brasileira, na vitória sobre a Iugoslávia por 4 a 1 no Rio de Janeiro. Foram suas três partidas pela Seleção.
Entre junho e agosto de 1931, Fernando teve uma rápida passagem pelo Vasco da Gama, quando vários jogadores do Botafogo reforçaram o Vasco durante uma excursão do Cruzmaltino à Europa, a primeira de um clube carioca ao velho continente. Em amistosos disputados em Portugal e na Espanha, o combinado venceu oito dos doze jogos. Após uma vitória em um amistoso contra o FC Barcelona, o atacante foi contratado pela equipe catalã, mas não chegou a entrar em campo e logo foi dispensado pelo clube.
Permaneceu na Europa, onde se tornou profissional (o esporte no Brasil ainda era amador na época) pelo Torino. Ficou em Turim de setembro de 1931 a abril de 1933. Na primeira temporada, o clube terminou em 8º na Série A e Fernando disputou 28 partidas, anotando um gol. Já em 1932/33, o Torino ficou em 7º e Fernando jogou apenas 12 vezes. Sem o desempenho esperado, Fernando foi dispensado pelo clube italiano.
Entre as temporadas de 1931/32 e 1932/33, passou um tempo no Rio e acabou por se tornar um dos primeiros agentes de jogadores.
Ainda em 1933, assinou com o Young Fellows Zürich, mas retornou ao Rio no inverno europeu e voltou a jogar rapidamente no América-RJ.
Em 1934/1935, atuou pelo Girondins de Bordeaux da França.
Em 1935 jogou em um amistoso e um jogo da liga portuguesa pelo Sporting de Lisboa. No segundo jogo foi expulso em razão de ter discutido com o árbitro. No SCP foi, ao lado de goleiro Jaguaré e do zagueiro Vianinha, os primeiros brasileiros da história do clube português.
No mesmo ano também foi o primeiro brasileiro no Real Madrid, onde jogou só uma vez, em 15 de dezembro de 1935, em confronto com o Racing Santander em partida pela Liga Espanhola, no Estádio Chamartín. Depois de problemas com Francisco Bru, técnico do Real, foi suspenso.
Em janeiro de 1936 viajou para a França e aconteceram especulações sobre Fernando Giudicelli reunir-se com o Olympique Lillois ou FC Antibes, onde jogou até o fim da temporada 1936/37, quando encerrou a carreira.